# Chrom(III)-oxid
Chrom(III)-oxid, Cr2O3, ist eine chemische Verbindung aus Chrom und Sauerstoff. Es wird oft nur Chromoxid genannt, obwohl dieser Name zu Verwechslungen mit den drei anderen Chromoxiden Chrom(II)-oxid, Chrom(IV)-oxid und Chrom(VI)-oxid führen kann.
Als synthetisch hergestelltes Pigment Chromoxidgrün wurde es 1929 von der Bayer AG auf den Markt gebracht.

## Vorkommen
In der Natur ist Chrom(III)-oxid als selten vorkommendes Mineral Eskolait bekannt.

## Eigenschaften
Chrom(III)-oxid liegt je nach Herstellungsmethode als grünes Pulver oder als buntschillernde, metallartig glänzende, sehr harte, hexagonal rhomboedrische Kristalle vor. Chrom(III)-oxid ist (im Gegensatz zum gefährlichen Chrom(VI)-oxid) ungiftig.
Chrom(III)-oxid hat eine Bandlücke von 3.2 eV und müsste in reiner Form somit ein Isolator sein. Die beobachteten halbleitenden Eigenschaften von Dünnfilmen lassen sich dadurch erklären, dass einzelne fehlende Chromatome ein neues Akzeptorband erzeugen. Dieser elektronische Zustand ermöglicht Löcherleitung und macht Chrom(III)-oxid zu einem p-Typ Halbleiter.

## Verwendung

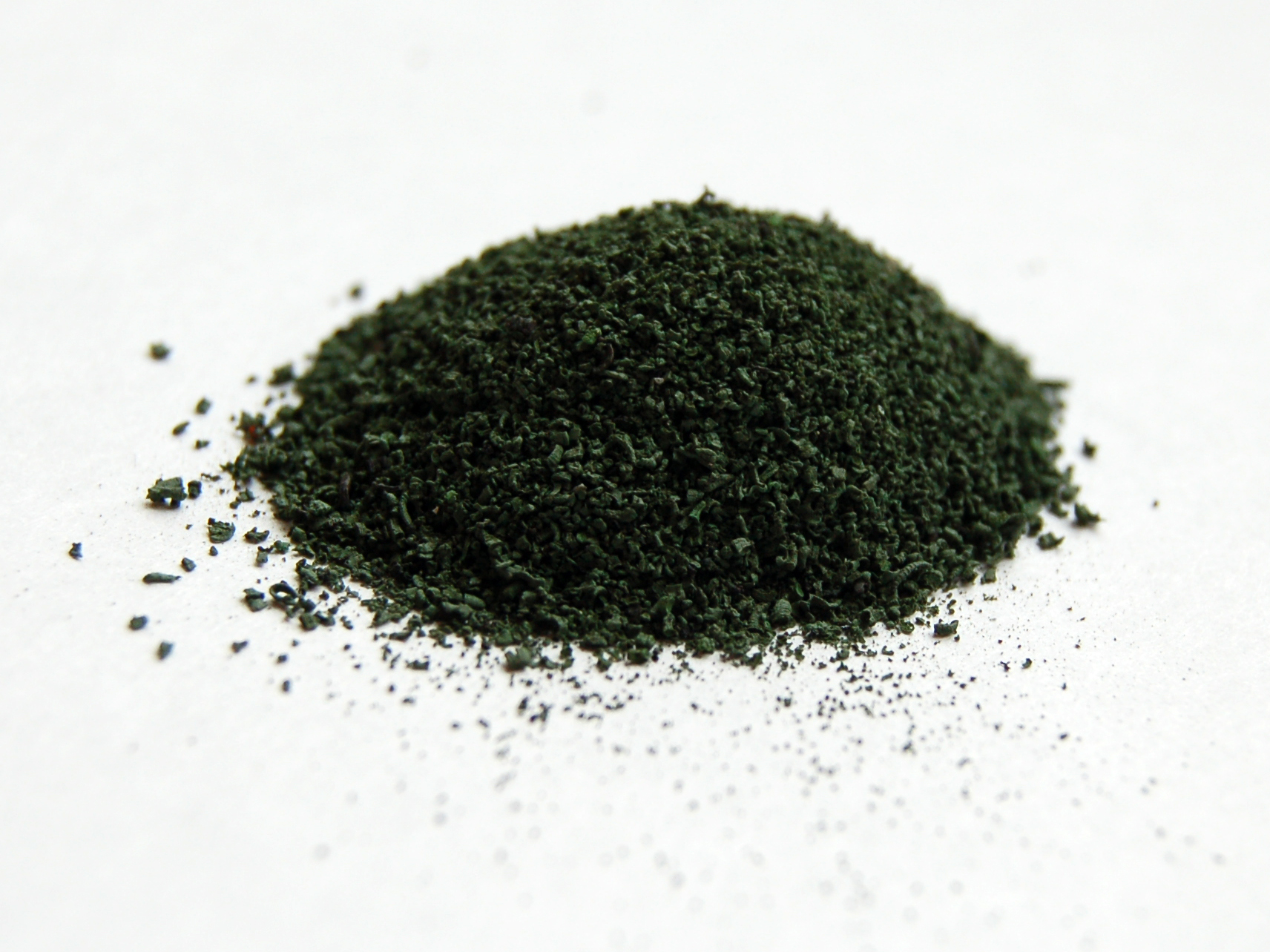
Chrom(III)-oxid

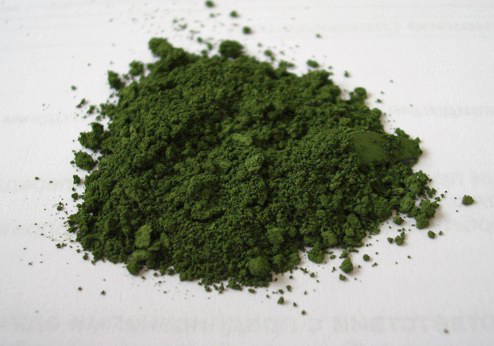
Chromoxidgrün-Pigment

Chrom(III)-oxid wird aufgrund seiner Härte in Schleifmitteln eingesetzt. In vielen organischen Reaktionen dient es als Katalysator.
Unter dem Namen Chromoxidgrün ist es als olivgrünes Pigment erhältlich. Es dient unter anderem als Emaillefarbe und zum Glasfärben.
Die Reisezugwagen der Deutschen Bundesbahn und der Deutschen Reichsbahn waren mit Lacken angestrichen, die Chromoxidgrün enthalten (siehe auch Kölner Brückengrün).
Das Pigment Chromoxidgrün ist nicht mit dem giftigen Chromgrün zu verwechseln, einer Mischung aus Chromgelb und Berliner Blau.

## Nachweis
Chromoxid kann durch Oxidation zum gelben Chromat nachgewiesen werden. Dazu wird die Probe z. B. zusammen mit Kaliumnitrat und Natriumhydroxid eingeschmolzen (Oxidationsschmelze):
{\displaystyle {\ce {Cr2O3 + 4NaOH + 3KNO3 -> 2Na2CrO4 + 2H2O + 3KNO2}}}

## Risikobewertung
Chrom(III)-oxid wurde 2018 von der EU gemäß der Verordnung (EG) Nr. 1907/2006 (REACH) im Rahmen der Stoffbewertung in den fortlaufenden Aktionsplan der Gemeinschaft (CoRAP) aufgenommen. Hierbei werden die Auswirkungen des Stoffs auf die menschliche Gesundheit bzw. die Umwelt neu bewertet und ggf. Folgemaßnahmen eingeleitet. Ursächlich für die Aufnahme von Chrom(III)-oxid waren die Besorgnisse bezüglich hoher (aggregierter) Tonnage sowie der möglichen Gefahren durch reproduktionstoxische und sensibilisierende Eigenschaften. Die Neubewertung fand ab 2019 statt und wurde von Frankreich durchgeführt. Anschließend wurde ein Abschlussbericht veröffentlicht.